# Ex Machina (juego del rol)

Ex Machina es un juego de rol ciberpunk publicado por "Guardians of Order" cubriendo un rango de cyberpunk clásico al postcyberpunk. Existe bajo los sistemas cinemáticos Tri-Sat dX y d20 RPG.

## Configuración
Ex Machina incluye una retrospectiva detallada sobre el género cyberpunk, así como un largo consejo sobre cómo transmitir ese género en un entorno de rol sin perder el contacto con sus temas principales.
Además de la información sobre la configuración de diseño y manejo de género, Ex Machina también incluye cuatro configuraciones de juego completas para que los jugadores elijan, cada uno de los cuales lleva el género Cyberpunk en su propia e única dirección. Los ajustes se nombran Heaven Over Mountain, Underworld, IOSHI y Daedalus.

## Sistema
Hay dos variantes del sistema para Ex Machina; Tri-Stat d8 y el sistema d20.

### Tri-Stat d8
Bajo Tri-Stat el juego utiliza un punto de efectos de construcción, basado en un motor de diseño de personajes y de rodar dos dados para meterse debajo del valor de la habilidad en la resolución del sistema. El motor del juego trabaja para centrarse en la historia sobre las reglas, y es conocido por su flexibilidad.

### d20 System
La variación Sistema d20 combina los puntos y efectos basados habilidades especiales de Tri-Stat con las clases y niveles de d20, y utiliza un sistema de tareas híbrido mayoritariamente construido a partir de solo un dado d20 a rodar en un alto método. La variante d20 se basa en el Big Eyes, Small Mouth , un sistema de juego que se asemeja mucho a una variación basada en Dungeons & Dragons. Esta variante es únicamente una producción basada en el ventilador; no avalado por "Guardians of Order", que son los creadores del sistema Tri-Stat.

## Estado actual
De acuerdo al sitio web de "Guardians of the Order", la compañía se fue a la quiebra desde agosto de 2006. No ha habido ninguna declaración de otra empresa
para hacerse cargo de la licencia dejando la futura producción de la serie en duda.